# Oud-Berendrecht
Oud-Berendrecht was een kasteel in het Nederlandse dorp Leiderdorp, provincie Zuid-Holland.

## Naamgeving
De familie Van Berendrecht heeft twee kastelen met de naam Berendrecht gebouwd: het eerste kasteel werd in de 15e eeuw gesticht in Leiderdorp, het tweede in de 17e eeuw in Aarlanderveen. Om onderscheid tussen beide te maken wordt het Leiderdorpse kasteel daarom aangeduid als Oud-Berendrecht.

## Geschiedenis
In 1421 wordt Oud-Berendrecht voor het eerst genoemd: Jan Willem Ysbrandtsz van Berendrecht werd toen door de abdij van Rijnsburg met 19 morgen land beleend. Hij was waarschijnlijk ook de stichter van het kasteel.
Zijn nazaten bewoonden het kasteel totdat het in 1574 op bevel van het Leidse stadsbestuur werd afgebroken. De stad werd namelijk door Spaanse troepen aangevallen en het bestuur wilde alle stenen gebouwen afbreken binnen een afstand van 500 roeden van de stadsmuren. Zo werd voorkomen dat een gebouw tijdens het beleg kon worden gebruikt door de aanvallers. De laatste bewoner van kasteel Oud-Berendrecht was Ludewy.
Na het beleg werd het kasteel niet meer herbouwd. Wel werd in 1645 in Aarlanderveen door Franck van der Meer van Berendrecht een nieuw landhuis met de naam Berendrecht gebouwd. De gronden van Oud-Berendrecht te Leiderdorp werden uit de leenplicht ontslagen en het nieuwe Berendrecht werd nu in leen opgedragen aan Rijnsburg.

## Beschrijving
Berendrecht was volgens archiefdocumenten een omgracht kasteel, bestaande uit twee evenwijdige woonvleugels. Op de voorhof stond een achtkantige toren met aanbouw. Rondom waren sier- en moestuinen.
De 18e-eeuwse afbeeldingen zijn ruim na de afbraak in 1574 gemaakt en worden als onbetrouwbaar beschouwd.
Anno 2024 bevindt zich op de oude kasteellocatie de Scheppingskerk. 
Abbenbroek · Abspoel · Adegeest · Slot Alkemade ·  Altena · Arkelsburg · Bellesteyn · Huis ten Berghe · Binckhorst · Binnenhof · Blijdestein · Te Blotinghe · Boekenburg · Boekhorst · Boshuysen · Bulgersteyn · Burcht (Leiden) · Burcht (Voorne) · Slot Capelle · Coebel · Cranenburg · Crayestein · Cronesteyn · Crooswijk · Develstein · 't Huys Dever · Dirks Steenhuis · Ter Does · Duivenstein · Duivenvoorde · Endegeest · Endepoel · Foreest · Giessenburg · Gravensteen · Groot Haesebroek · 's Heeraartsberg · Hof van Wateringen · Holy · Slot Honingen · Kasteel van de Heren van Arkel · Kasteel van Gouda · Keenenburg · Kasteel Keukenhof · Klein Poelgeest · Huis te Langerak · Langestein · Huis te Liesveld · Ter Lips · De Loo · Madeburcht · Marenburch · Meerburg · Huis te Merwede · Huis ter Mey · Kasteel van der Meye · Niemandsvriend · Noordeloos · Oud-Berendrecht · Oud-Poelgeest · Oud Teylingen · Paddenpoel · Persijn · Groot Poelgeest · Hof van Putten · Puttensteyn · Landgoed De Raephorst · Kasteel Ravesteyn · Kasteel van Rhoon · Rijnegom · Rijnenburg · Huis te Riviere · Rodenburg · Hofstad Rodenrijs · Rodenrijs · Rosenburgh · Huis Roucoop · Santhorst · Schelluinderberg · Schonenburg · Kasteel van Schoonhoven · Souburgh · Spangen · Starrenburg · Huis ter Specke · Steenvoorde · Stenevelt · Slot Teylingen · Den Toll · Torenvliet · Slot Valckesteyn · Huis ter Waard · Warmont · Ter Weer · Hof van Wena · Kasteel Westerbeek · Huis te Woude · Kasteel van IJsselmonde · 't Zand · Huis Zevender · Kasteel aan de Zevender · Zijlhof · Zonneveld · Huis Zuidwijk · Zwieten